# Paris Motor Show
Mondial de l'Automobile (engleski: Paris Motor Show) je izložba automobila koja se svake dvije godine održava u rujnu u Parizu. Ova izložba je jedna od najvažnijih svjetskih izložaba automobila, a na njoj se redovito prikazuju brojni novi i konceptni automobili. Po prvi puta je održana 1898. te je bila prva izložba automobila na svijetu, a pokrenuo ju je Albert de Dion.
Do 1986. izložba se zvala Salon de l'Auto, a pod sadašnjim nazivom je prvi put održana 1988. Od tada se održava svake dvije godine.

## Noviteti 2010.
- Audi A7
- Bentley Continental GT
- BMW X3
- Chevrolet Aveo
- Chevrolet Captiva (redizajn)
- Chevrolet Cruze 5 vrata
- Chevrolet Orlando
- Citroën C4
- Citroën C5 (redizajn)
- Citroën DS4
- Ferrari 599 GTO
- Ford Focus ST
- Hyundai Genesis (europska premijera)
- Hyundai i10
- Hyundai ix20
- Jeep Grand Cherokee (europska premijera)
- Maserati GranTurismo MC Stradale
- Mercedes-Benz CLS-klasa
- Nissan GT-R (redizajn)
- Opel Astra Sports Tourer
- Peugeot 3008 4Hybrid
- Peugeot 508
- Porsche 911 Carrera GTS
- Porsche 911 Speedster
- Range Rover Evoque
- Renault Laguna (redizajn)
- Renault Latitude
- Suzuki Swift
- Toyota Verso-S
- Volkswagen Passat (redizajn)
- Volvo V60

## Noviteti 2008.
- Audi S4
- Audi RS6
- BMW serija 3 (redizajn)
- BMW serija 7
- Citroën C3 Picasso
- Dacia Logan MCV (redizajn)
- Ferrari California
- Fiat 500 Abarth SS
- Ford Ka
- Hyundai i20
- Kia Soul
- Mazda MX-5 (redizajn)
- Mitsubishi Lancer Sportback
- Nissan Note (redizajn)
- Opel Insignia
- Peugeot 308 CC
- Peugeot 407 (redizajn)
- Porsche 911 Targa
- Renault Mégane
- Renault Laguna Coupe
- SEAT Exeo
- Škoda Octavia (redizajn)
- Toyota Avensis
- Volkswagen Golf VI

## Noviteti 2006.
- Alfa Romeo 8C Competizione
- Audi R8
- Bentley Arnage (redizajn)
- Chrysler Sebring (europska premijera)
- Citroën C4 Picasso
- Dacia Logan MCV
- Dodge Nitro (europska premijera)
- Honda Civic Type-R
- Honda CR-V
- Lamborghini Gallardo Nera
- Lancia Ypsilon (redizajn)
- Land Rover Defender (redizajn)
- Land Rover Freelander
- Maserati GranSport
- Mazda CX-7 (europska premijera)
- Mercedes CL 63 AMG
- Mercedes SLR McLaren 722 Edition
- Mini Cooper
- Mitsubishi Pajero
- Nissan Qashqai
- Opel Antara
- SEAT Altea XL
- Subaru B9 Tribeca (europska premijera)
- Škoda Octavia Scout
- Volkswagen CrossGolf
- Volkswagen Touareg (redizajn)
- Volkswagen Touran (redizajn)
- Volvo C30

## Vanjska poveznica
- Službena stranica